# 22è Festival Internacional de Cinema de Moscou
El 22è Festival Internacional de Cinema de Moscou va tenir lloc del 19 al 29 de juliol de 2000. El Sant Jordi d'Or fou atorgat a la pel·lícula francopolonesa Życie jako śmiertelna choroba przenoszona drogą płciową dirigida per Krzysztof Zanussi.

## Jurat
- Theodoros Angelopoulos (Grècia – President)
- Caroline Ducey (França)
- Irvin Kershner (EUA)
- Samira Makhmalbaf (Iran)
- Jiro Shindo (Japó)
- Serguei Soloviov (Rússia)
- Bakhtyar Khudojnazarov (Tadjikistan)
- Zhang Yuan (Xina)

## Pel·lícules en competició
Les següents pel·lícules foren seleccionades per la competició 
| Títol original                                          | Director(s)          | País de producció       |
| ------------------------------------------------------- | -------------------- | ----------------------- |
| Beat                                                    | Gary Walkow          | Estats Units            |
| La veuve de Saint-Pierre                                | Patrice Leconte      | França, Canadà          |
| L'Envol                                                 | Steve Suissa         | França                  |
| Villa-Lobos - Uma Vida de Paixão                        | Zelito Viana         | Brasil                  |
| El mismo amor, la misma lluvia                          | Juan José Campanella | Argentina, Estats Units |
| Ayollar saltanaty                                       | Yusup Razykov        | Uzbekistan              |
| Życie jako śmiertelna choroba przenoszona drogą płciową | Krzysztof Zanussi    | Polònia, França         |
| Erase otra vez                                          | Juan Pinzás          | Espanya                 |
| Početí mého mladšího bratra                             | Vladimír Drha        | Txèquia                 |
| Faimosul paparazzo                                      | Nicolae Mărgineanu   | Romania                 |
| Leo                                                     | José Luis Borau      | Espanya                 |
| Yue shi                                                 | Wang Quan'an         | R.P. de la Xina         |
| Lunoy byl polon sad                                     | Vitali Melnikov      | Rússia                  |
| Levottomat                                              | Aku Louhimies        | Finlàndia               |
| A Mi szerelmünk                                         | József Pacskovszky   | Hongria                 |
| The Spreading Ground                                    | Derek Vanlint        | Canadà                  |
| Senke uspomena                                          | Predrag Velinovic    | Iugoslàvia              |
| Zornige Küsse                                           | Judith Kennel        | Suïssa                  |

## Premis
- Sant Jordi d'Or: Życie jako śmiertelna choroba przenoszona drogą płciową de Krzysztof Zanussi
- Sant Jordi Especial de Plata: Lunoy byl polon sad de Vitali Melnikov
- Sant Jordi de Plata:
  - Millor Director: Steve Suissa per L'Envol
  - Millor Actor: Clément Sibony per L'Envol
  - Millor Actriu: Maria Simon per Zornige Küsse
- Premi FIPRESCI: Yue shi de Wang Quan'an
- Menció especial: L'Envol de Steve Suissa
- Premi d'Honor per la seva contribució al cinema: Gleb Panfilov